# Peter I. (Zypern)

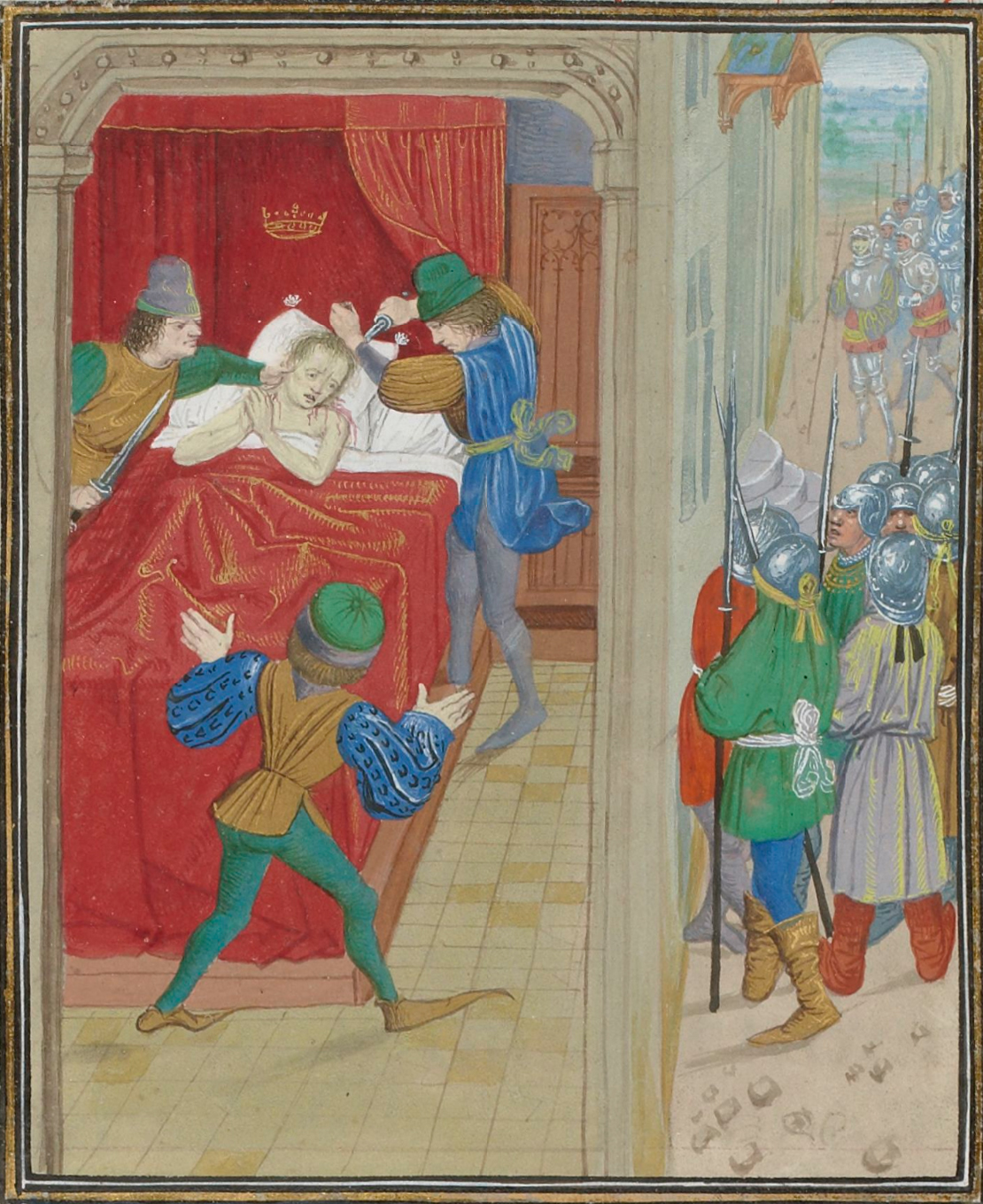
Die Ermordung König Peters I. von Zypern. Illumination des Jean Froissart, Chroniques, Brügge, 15. Jahrhundert. (Paris, Bibliothèque nationale de France)

Peter I. (* 9. Oktober 1328; † 16. Januar 1369) war König von Zypern ab 1359. Er war der Sohn von König Hugo IV. und seiner zweiten Ehefrau Alice von Ibelin.
Peter war von 1347 bis 1358 Titulargraf von Tripolis und ab 1360 Titularkönig von Jerusalem. Aufgrund der Eroberung der kilikischen Küstenstädte nannte er sich ab 1360 König von Armenien.
Peter plante die Wiederaufnahme der Kreuzzüge. 1362 trat er, zusammen mit seinem Kanzler Philippe de Mézières und dem päpstlichen Legaten Peter Thomas, eine Europareise an, um für seine Idee zu werben. Er traf mit Papst Urban V., König Johann II. von Frankreich und Kaiser Karl IV. zusammen und brachte tatsächlich ein Heer zusammen, das sich am 30. August 1365 auf Rhodos versammelte und das das größte seit dem Dritten Kreuzzug war. Erst nachdem man in See gestochen war, wurde das Ziel bekannt gegeben: Es handelte sich um Alexandria. Der Kreuzzug gegen Alexandria führte zur Eroberung und Plünderung der Stadt (10. Oktober 1365), einhergehend mit einem Massaker, das denen bei der Eroberung Jerusalems (1099) und Konstantinopels (1204) in nichts nachstand und das Peter vergebens zu verhindern suchte. Die Beute wurde nach Zypern in Sicherheit gebracht, nach weiteren Angriffen auf Tripolis und Tartus zerstreute sich das Heer.
Die militärischen Unternehmungen hatten die Finanzen der Insel schwer belastet, die Barone wurden zunehmend aufsässig, auch die Brüder und die Gemahlin des Königs, Eleonore von Aragon, wurden der Verschwörung verdächtigt. Im Januar 1369 wurde der König mit seiner Geliebten Johanna l’Aleman durch Johannes von Gaurelle, Heinrich von Gibelet und Philipp von Ibelin im Schlaf überrascht, entmannt und enthauptet.
Peter war seit 1342 in erster Ehe mit Eschiva von Montfort († vor 1353) verheiratet, der Tochter von Ruben und Maria von Ibelin, in zweiter Ehe seit 1353 mit Eleonore von Aragon († 26. Dezember 1416/17 in Barcelona), Tochter des Infanten Peter von Aragón und Johanna von Foix und Mitregentin in Zypern von 1369 bis 1379.
Aus beiden Ehen hatte er Kinder, von denen heute allerdings nur zu zweien – aus seiner zweiten Ehe – umfangreichere Informationen existieren:
1. Peter II. (* um 1357 † 1382), wurde sein Nachfolger
2. Margarete († um 1397) ⚭ 1385 Jacques de Lusignan, Titulargraf von Tripolis († vor 1397) (Haus Lusignan)